# Östra Tommarp
Östra Tommarp – miejscowość (tätort) w Szwecji, w regionie administracyjnym (län) Skania, w gminie Simrishamn.
Według danych Szwedzkiego Urzędu Statystycznego liczba ludności wyniosła: 291 (31 grudnia 2015), 296 (31 grudnia 2018) i 293 (31 grudnia 2019).